# Miloš Nebuchla
Miloš Nebuchla (... – 2010) è stato un cestista cecoslovacco.

## Carriera
Con la Cecoslovacchia vinse la medaglia d'argento ai Campionati europei del 1951.

## Palmarès
- Campionato cecoslovacco: 6

Sokol Brno I: 1948-49, 1949-50, 1950-51, 1951, 1957-58
Slavia Brno: 1953